# Jean Cateland
 (avril 2025).
Motif : architecte mineur sans réalisations notoires, absence de sources secondaires centrées
- Archive Wikiwix
- Bing
- Cairn
- DuckDuckGo
- E. Universalis
- Gallica
- Google
- G. Books
- G. News
- G. Scholar
- Persée
- Qwant
- (zh) Baidu
- (ru) Yandex
- (wd) trouver des œuvres sur Wikidata

| 1. | Préciser le motif de la pose du bandeau. | Précisez le motif de la pose du bandeau en utilisant la syntaxe suivante : {{admissibilité à vérifier\|date=avril 2025\|motif=remplacez ce texte par le motif}}                    |
| 2. | Informer les utilisateurs concernés.     | Pensez à avertir le créateur de l'article, par exemple, en insérant le code ci-dessous sur sa page de discussion : {{subst:avertissement admissibilité à vérifier\|Jean Cateland}} |

Pour les articles homonymes, voir Cateland.
Jean Cateland (1906 - 1977), est un architecte lyonnais,.
Il est le fils de l'architecte Emmanuel Cateland. Il suit l'enseignement de l’école régionale d’architecture de Lyon et s'inscrit à l'atelier Tony Garnier le 6 octobre 1924.

## Réalisations
- Immeuble au 248 cours Lafayette
- Monument (buste) à Joseph Lavarenne[4] (Lyon 5e)